# John Sedgwick
Pour les articles homonymes, voir Sedgwick.
John Sedgwick (13 septembre 1813 - 9 mai 1864) est un professeur, officier de carrière de l'armée des États-Unis d'Amérique, qui a servi dans l'armée de l'Union au cours de la guerre de Sécession. Sa mort lors de la bataille de Spotsylvania est souvent considérée comme un épisode ironique.

## Avant la guerre civile
Sedgwick est né à Cornwall dans le Connecticut. Ses parents lui donnent le nom de son grand-père, John Sedgwick (le frère de Theodore Sedgwick), un général de la guerre d'indépendance qui avait servi aux côtés de George Washington. Après avoir enseigné pendant deux années, il intègre l'académie militaire. Il en sort, en 1837, 24e (sur 50) de sa promotion, et est nommé second lieutenant dans l'artillerie. Il combat lors des guerres séminoles et lors de la guerre américano-mexicaine. Il est nommé capitaine à la suite des batailles de Contreras et de Churubusco, puis major après celle de Chapultepec. Il est ensuite transféré dans la cavalerie et sert au Kansas au cours de la guerre de l'Utah. En 1857, il participe à une expédition punitive contre les Cheyennes,.
Au cours de l'été 1860, Sedgwick commande une expédition pour établir un nouveau fort sur la Platte dans l'actuel État du Colorado. Il est grandement handicapé par le faible ravitaillement, qui doit être amené en chariot depuis le fort le plus proche situé au Kansas, mais réussit à établir un campement confortable pour lui et ses hommes. Ses bâtiments sont principalement construits en pierre et en bois pour le toit et les portes. À cette époque, il n'y avait pas de chemin de fer à l'ouest du Mississippi et les communications avec Saint-Louis et Kansas City devaient se faire par bateau, à cheval ou en chariot.

## Guerre de Sécession
Au début de la guerre, Sedgwick a le grade de colonel. Il est inspecteur général assistant au département militaire de Washington. Il ne peut pas participer à la première bataille de Bull Run car il est atteint par le choléra. Promu au grade de brigadier général le 31 août 1861, il prend le commandement de la 2e brigade de la division du major général Samuel P. Heintzelman au sein de l'armée du Potomac. Il participe à la campagne de la Péninsule. En Virginie, il combat à la bataille de Yorktown et à celle de Seven Pines. Il est blessé au bras et à la jambe lors de la bataille de Glendale. Il est promu major général le 4 juillet 1862.

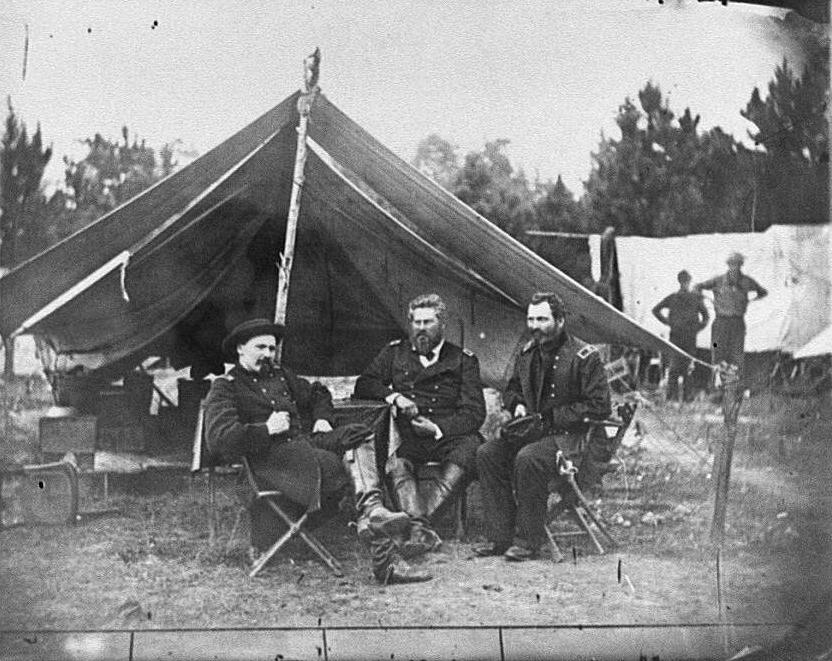
Le général Sedgwick (à droite) avec les colonels Albert V. Colburn et Delos B. Sackett à Harrison's Landing (Virginie), pendant la campagne de la Péninsule de 1862.

Au cours de la bataille d'Antietam, le major général Edwin V. Sumner, commandant du 2e corps d'armée ordonne à la division de Sedgwick de mener un assaut massif et impulsif sans faire de reconnaissance. Il engage le combat avec les forces confédérées de Stonewall Jackson sur trois fronts, perdant 2 200 hommes. Sedgwick lui-même est touché par trois balles, au poignet, à la jambe et à l'épaule, et ne peut combattre lors de la bataille de Fredericksburg.
Le 26 décembre 1862, il dirige brièvement le IIe corps d'armée puis le IXe corps, avant de prendre finalement le commandement du VIe corps de l'armée du Potomac, qu'il commandera jusqu'à sa mort en 1864. Au cours de la bataille de Chancellorsville, ses troupes font face à Fredericksburg. Elles sont initialement chargées de soutenir l'action des quatre corps du major général Joseph Hooker qui attaquent le flanc gauche de l'armée de Robert E. Lee. Il entre dans la bataille avec retard, mais passe finalement la rivière Rappahannock et repousse les faibles forces de Jubal Early à Marye's Heights. Il se déplace ensuite lentement vers l'Ouest pour rejoindre Hooker ce qui permet à Lee de couper son armée en deux. Il est arrêté par le Second Corps de Lee (sous le commandement du major général J.E.B. Stuart, après la blessure de Jackson) lors de la bataille de Salem Church. Il fait ensuite retraite au nord de la rivière Rappahannock.
Lors de la bataille de Gettysburg, ses troupes arrivent au soir du 2 juillet et seules quelques-unes de ses unités participent à la contre-attaque de Wheatfield. Au cours de l'Overland Campaign, le VIe corps est situé sur le flanc droit lors de la bataille de la Wilderness et fait face aux assauts du Second Corps du lieutenant-général Richard S. Ewell.

## Mort
À la suite d'une succession d’événements assez ironiques, Sedgwick meurt au début de la bataille de Spotsylvania, le 9 mai 1864. Avec ses troupes, il menait une reconnaissance sur le flanc gauche des confédérés et dirigeait le positionnement de l'artillerie. Des tireurs embusqués adverses étaient situés à environ 900 m et leurs tirs incitaient les membres de son état-major et les artilleurs à se mettre à couvert. Sedgwick, pour sa part, marchait à découvert en disant : « Comment ? Mes hommes se cachent pour esquiver quelques balles ? Que ferez-vous lorsque toute la ligne ouvrira le feu ? Vous me faites honte. Ils ne pourraient pas toucher un éléphant à cette distance,. » Bien que honteux, ses hommes tressaillaient toujours et il répéta : « Vous me faites honte à vous esquiver comme ça. Ils ne pourraient pas toucher un éléphant à cette distance,. » Quelques secondes plus tard, il tomba au sol, frappé par une balle au-dessus de l'œil gauche.
Son chef d'état-major, Martin T. McMahon, dit que les balles des tireurs d'élite volaient tout autour, faisant des sifflements, et que « le même sifflement retentissant d'un coup sourd et lourd m'a interrompu, et je me souviens distinctement que je commençais à dire, « ils tirent des balles explosives » quand son visage se tourna lentement vers moi, et que le sang jaillit de sa joue gauche sous les yeux dans un courant régulier, cela m'apporta la première connaissance de notre grand désastre : il tomba dans ma direction et j'étais si près de lui que mes efforts pour le soutenir échouèrent, et je suis tombé à terre avec lui. »
Sedgwick fut l'officier de plus haut rang de l'armée de l'Union tué au combat au cours de la guerre. En effet, bien que James B. McPherson ait été à la tête d'une armée au moment de sa mort, alors que Sedgwick dirigeait un corps, ce dernier était le plus ancien de tous les majors généraux tués. Lorsqu'il apprit sa mort, le lieutenant général Ulysses S. Grant fut choqué par la nouvelle et demanda à plusieurs reprises : « Est-il vraiment mort ? ».

## Héritage

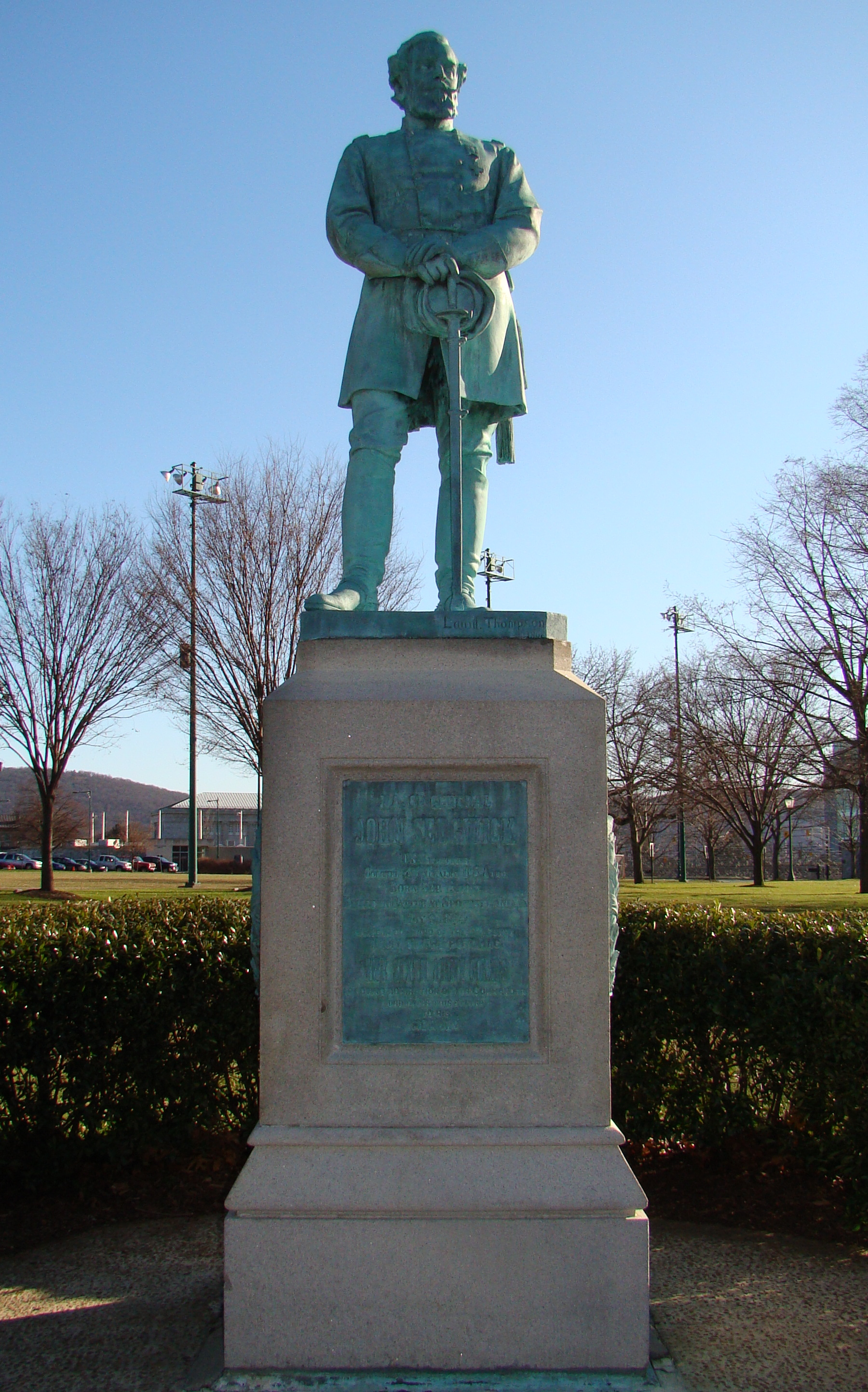
Statue de Sedgwick à West Point.

Sedgwick avait la réputation d'être un général solide et sûr bien que peu agressif. Il était aimé de ses soldats qui le surnommait affectueusement « Uncle John ». Sa mort provoqua une grande tristesse. 

« Le général a été tué alors qu'il effectuait une reconnaissance de la ligne. C'est une perte affreuse pour nous. Nous avions appris à l'aimer et à lui obéir comme des enfants loyaux et respectueux. Une tristesse générale a envahi le corps. Le général Wright a pris sa place et je l'espère fera aussi bien que son prédécesseur mais je crains que personne ne recevra le soutien et la confiance que cet « oncle John » avait de son corps. »

Robert Lee lui-même fut attristé par son destin tragique. George G. Meade pleura en apprenant la nouvelle. Ulysses S. Grant désigna Sedgwick comme celui « qui ne manquait jamais à l'appel lorsqu'il fallait faire un travail sérieux » et il affirma à son état-major que cette perte était plus grave que celle de toute une division.
John Sedgwick est enterré à Cornwall Hollow dans le Connecticut. Une statue équestre lui rend hommage, ainsi qu'au VIe corps, dans le parc national militaire de Gettysburg.
Un monument représentant le général Sedgwick se trouve à West Point. Selon la légende, un cadet qui tourne les éperons de la statue à minuit alors qu'il est en tenue de soirée réussira son examen final.
Plusieurs villes et écoles portent son nom pour honorer sa mémoire.